# Expressionismus (Musik)
Der musikalische Expressionismus entstand um 1906. Im Unterschied zum musikalischen Impressionismus, der die Wahrnehmung äußerer Erscheinungen der Dinge abbildet, formulieren die expressionistischen Kunstrichtungen die Seelenregungen des Menschen.

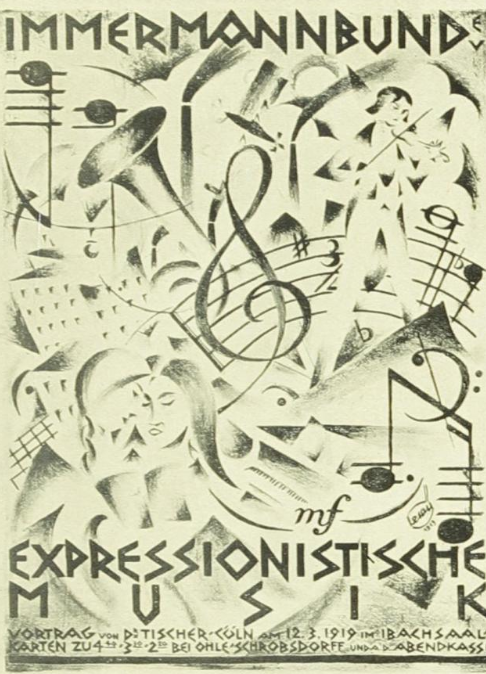
Vortrag von Gerhard Tischer beim Immermannbund in Düsseldorf 1919. Plakat Fritz Lewy

## Charakterisierung
Theodor W. Adorno charakterisiert:

„Das expressionistische Ausdrucksideal ist insgesamt eines der Unmittelbarkeit des Ausdrucks. Das bedeutet ein Doppeltes. Einmal sucht die expressionistische Musik alle Konventionselemente der traditionellen zu eliminieren, alles formelhaft Erstarrte, ja alle den einmaligen Fall und seine Art übergreifende Allgemeinheit der musikalischen Sprache – analog dem dichterischen Ideal des ‚Schreis‘. Zum andern betrifft die expressionistische Wendung den Gehalt der Musik. Als dieser wird die scheinlose, unverstellte, unverklärte Wahrheit der subjektiven Regung aufgesucht. Die expressionistische Musik will, nach einem glücklichen Ausdruck von Alfred Einstein, Psychogramme geben, protokollarische, unstilisierte Aufzeichnungen vom Seelischen. Sie zeigt sich darin der Psychoanalyse nahe.“

Stilistisch ist insbesondere die veränderte Funktion der Dissonanzen auffällig, die gleichberechtigt neben Konsonanzen treten und nicht mehr aufgelöst werden – was daher auch „Emanzipation der Dissonanz“ genannt wurde. Das tonale System wurde weitestgehend aufgelöst und zur Atonalität erweitert. Zu den musikalischen Charakteristika gehören: extreme Tonlagen, extreme Lautstärkeunterschiede (dynamische Gegensätze), zerklüftete Melodielinien mit weiten Sprüngen; metrisch ungebundene, freie Rhythmik und neuartige Instrumentation.

## Phasen des Expressionismus
Während man Werke vom Beginn des 20. Jahrhunderts von Schönberg, Skrjabin und Ives als Frühexpressionismus bezeichnet, weist ab 1907 das frei atonale Werk von Schönberg, Webern und Berg (Wiener Schule) am klarsten die Eigenschaften auf, die zur Beschreibung eines musikalischen Expressionismus herangezogen werden. Zu Beginn der 20er-Jahre mit Einführung von Zwölftontechnik und vermehrter Rückbesinnung auf klassische Formen geht dieser zentrale Bereich des Expressionismus in der Musik zu Ende.
Wie der Expressionismus insgesamt hat sich der musikalische Expressionismus vornehmlich im deutschsprachigen Raum entwickelt.
Während viele Komponisten später den expressionistischen Stil verließen, blieben Schönberg und seine Schüler diesem Ausdrucksbereich weitgehend treu. Die Gruppe um Schönberg  verwirklichte am radikalsten die Emanzipation der Dissonanz, die zum wichtigsten Ausdrucksmittel des Expressionismus wurde.
Wenn auch der Begriff des musikalischen Expressionismus in der Regel anhand von Werken der Wiener Schule erklärt wird, findet er auch anderorten Verwendung. So wurde zwar vorgeschlagen, in manchen Werken Paul Hindemiths den „eigentliche[n] musikalische[n] Expressionismus“ zu sehen, sein Schaffen um 1920 wird aber eher wegen der gesungenen Texte zur Richtung gezählt und zwar mitunter als „halbherziger“ Beitrag, oder die Zuordnung kommt durch Zusammenfassung von Expressionismus und neuer Sachlichkeit als eine Bewegung zu Stande, wodurch eine merkwürdige Integration des musikalischen Neoklassizismus in den Expressionismus stattfindet.

## Rezeption
Der Begriff des Expressionismus wurde erst 1919 auf die Musik angewendet, als für die Literatur und bildende Kunst bereits dessen Ende verkündet wurde; dabei fand eine lebhafte Diskussion in Zeitschriften statt, während um 1920 die Musik durch Druck und Aufführungen erst wenig Verbreitung gefunden hatte.

## Stilistische Eingrenzung
Die musikalische Stilbestimmung hat die Aufgabe, die Hauptmomente des expressionistischen Stils darzustellen. Folgende Hauptmomente (Stilkriterien) lassen sich nachweisen:
- Irritation (Erregung):
 Irritation bedeutet: den schnellen Wechsel melodischer Richtungen, das Nebeneinander von dissonanten Harmonien, Unruhe der Motive, Abwechslung von Homophonie und linearen Teilen (Polyphonie), Bevorzugung von scharfen Intervallen, großer Tonumfang (Ambitus), Befreiung des Rhythmus (Polyrhythmik) und Auflösung des Metrums (Musik) (Polymetrik).
- Expression:
 Expression bedeutet die Auffächerung des Tonraumes durch Erweiterung der Akkordbildung (Expansion des Tonraumes). Jede Stimme ist gleichberechtigt, unterschiedliches musikalisches Material wird gleichzeitig entwickelt und übereinander gelagert. Durch die Gleichberechtigung der Stimmen wird der Gesamtklang gegenüber der Linearität fokussiert.
- Reduktion:
 Reduktion bedeutet die Beschränkung auf das Wesentliche. Jeder Ton ist wichtig, dadurch wird eine wirkungsvolle Dichte in der Musik erreicht. Ein häufig auftretendes Mittel der Reduktion ist die Komprimierung des Orchesterapparates. Neue Orchesterfarben und Instrumentationen werden gesucht. Wenn die größtmögliche Reduktion (Dichte) erreicht ist, erfolgt eine Aufspaltung des Klanges, die durch Polyrhythmik und Verteilung eines Motivs auf mehrere sich abwechselnde Instrumente zum Ausdruck kommt.

- Abstraktion:
 Die Abstraktion bedeutet eine Rationalisierung der harmonischen Entwicklung, die wie folgt dargestellt werden kann:
  1. Die Musik hat keinen Bezug zur Tonika, d. h. das Stück unterliegt keiner Tonart mehr (Impressionismus und früher Expressionismus)
  2. Die Akkorde haben keine (leicht durchschaubare) funktionsharmonische Verwandtschaft
  3. Die Akkordverbindungen werden durch Alteration aufgelöst (Spätromantik: Tristan-Akkord)
  4. Die Leittöne werden in der atonalen Musik nicht mehr aufgelöst, sie erstarren
  5. Mit der Zwölftontechnik wird eine neue Gesetzmäßigkeit geschaffen, die zur Grundlage der atonalen Kompositionsweise wird

### Traditionelle Formen im musikalischen Expressionismus
Anton Webern äußerte 1933 in seinen „Vorträgen“ bezogen auf die Situation um 1910:

„Alle Werke, die seit dem Verschwinden der Tonalität bis zur Aufstellung des neuen Zwölftongesetzes geschaffen wurden, waren kurz, auffallend kurz. – Was damals Längeres geschrieben wurde, hängt mit einem tragenden Text zusammen […] – Mit der Aufgabe der Tonalität war das wichtigste Mittel zum Aufbau längerer Stücke verloren gegangen. Denn zur Herbeiführung formaler Geschlossenheit war die Tonalität höchst wichtig. Als ob das Licht erloschen wäre! – so schien es.“

Durch die Atonalität geht der harmonische Zusammenhang der Kompositionen verloren. Während Schönberg und besonders Webern beim Verzicht auf traditionelle Formen, deren Grundlage die Tonalität war, zu kleinformatigen Sätzen fanden, die sie gerne als „Stücke“ bezeichneten, führte Berg klassische Formen fort, wodurch er leichter längere Werkdauern ausfüllen konnte.

## Hauptwerke

### Vorformen / Frühexpressionismus
Vorformen expressionistischer Musik: heftig kontrastreiche, in Dissonanzen schwelgende Werke
- Max Reger: Symphonische Phantasie und Fuge op. 57 für Orgel (1901)
- Reger: Klavierquintett c-Moll op. 64 (1902)
- Schönberg: Pelleas und Melisande op. 5 (1902–1903)
- Skrjabin: Klaviersonate Nr. 4 Fis-Dur op. 30 (1903)
- Gustav Mahler: 6. Sinfonie (1903–1904)
- Richard Strauss: Salome op. 54, Oper (1905)
- Charles Ives: The Unanswered Question für Trompete, 4 Flöten und Streicher (1906)
- Ives: Central Park in the Dark für Orchester (1906, rev. 1936)
- Strauss: Elektra op. 58, Oper (1906–1908)

### Hochexpressionismus
- Skrjabin: Le Poème de l’Extase op. 54 für Orchester (1905–1908)
- Skrjabin: Klaviersonate Nr. 5 Fis-Dur op. 53 (1907)
- Schönberg: Zweites Streichquartett Quartett op. 10 (fis-Moll) mit Sopranstimme (1907–1908)
- Schönberg: Das Buch der hängenden Gärten op. 15 nach Stefan George für eine Singstimme und Klavier (1908–1909)
- Webern: Fünf Sätze für Streichquartett op. 5 (1909)
- Webern: Sechs Stücke für großes Orchester op. 6 (1909)
- Schönberg: Drei Klavierstücke op. 11 (1909)
- Schönberg: Fünf Orchesterstücke op. 16 (1909, revidiert 1922)
- Schönberg: Erwartung op. 17, Monodram (1909, erst 1924 aufgeführt)
- Webern: Vier Stücke für Geige und Klavier op. 7 (1910)
- Schönberg: Die Glückliche Hand op. 18 (1910–1913, erst 1924 aufgeführt)
- Schönberg: Sechs kleine Klavierstücke op. 19 (1911)
- Schönberg: Herzgewächse op. 20 für hohen Sopran, Celesta, Harmonium und Harfe (1911, erst 1928 aufgeführt)
- Webern: Fünf Stücke für Orchester op. 10 (1911)
- Schönberg: Pierrot Lunaire op. 21 für eine Sprechstimme und Ensemble (1912)
- Berg: Fünf Orchesterlieder nach Gedichten von Peter Altenberg op. 4 (1912)
- Berg: Vier Stücke für Klarinette und Klavier op. 5 (1913)
- Schönberg: Vier Lieder op. 22 für Gesang und Orchester (1913–1916, erst 1932 aufgeführt)
- Berg: Drei Orchesterstücke op. 6 (1914)
- Schönberg: Die Jakobsleiter, Oratorienfragment (1917)
- Webern: Lieder für Stimme und Ensembles opp. 14-18 (1917–1925)
- Berg: Wozzeck op. 7, Oper (1917–1922, Uraufführung 1925)

### Spätexpressionismus
- Skrjabin: Klaviersonate Nr. 10 op. 70 (1912–1913)
- Skrjabin: Vers la flamme, poème op. 72 für Klavier (1914)
- Skrjabin: Deux Danses op. 73 für Klavier (1914)
- Bartók: Der wunderbare Mandarin für Orchester (1918–1923, rev. 1924 und 1926–1931)
- Schönberg: Fünf Klavierstücke op. 23 (1920–1923)